# Mylia verrucosa
Mylia verrucosa là một loài rêu tản trong họ Jubulaceae. Loài này được Lindb. miêu tả khoa học lần đầu tiên năm 1872.